# Ulica Sergijevaca
Ulica Sergijevaca (tal. Via Sergia), jedna od dviju glavnih ulica koje polaze sa središnjeg pulskog trga Foruma.
Do sredine 19. stoljeća kada se čitava Pula nalazila na području središnjeg gradskog brežuljka i podno njega, unutar područja koje su okruživali gradski bedemi, postojale su dvije glavne ulice koje su prolazile središtem tadašnjeg grada. Jedna, danas Kandlerova, vodila je do Vrata sv. Ivana (Porta San Giovanni) na sjeveroistočnom kraju grada, nadomak izvora vode (Nimfeja) podno Arene. S tih se vrata moglo krenuti dalje prema Trstu ili u pravcu Rijeke. Drugom se ulicom, nazvanoj po rimskoj obitelji Sergijevaca, dolazilo do Zlatnih vrata na jugoistoku grada, a izvan zidina njen je nastavak bila cesta prema kvarnerskoj obali. Obje su ulice bile jednako važne do sredine 19. stoljeća.
Kako se Pula počela širiti u drugoj polovini 19. stoljeća prema istoku i jugu, i centar grada počeo se pomicati s Foruma prema istoku. Težište gradskog života konačno se ustalilo na topografski i prometno najpovoljnijem prostoru, između sadašnje Fine i Kazališta (Laginjina, Giardini) te od Portarate do tržnice (Flanatička). Međutim, bez obzira na nestanak novog centra, onaj stari na Forumu nije nestao. Kako je ta dva mjesta povezivala Ulica Sergijevaca, ona je automatski postala neosporno glavna ulica u gradu. Zbog svoje sličnosti s glavnom bečkom ulicom (Kärntnerstrasse), Ulicu Sergijevaca na prijelazu stoljeća nazivali su pulskom Kertnericom.

## Promjene imena kroz povijest
U vrijeme najvećeg procvata Pule za vrijeme Austro-Ugarske, ulica se službeno zvala Via Sergia, a neslužbeno jednostavno Corso (Korzo). Nakon što je Pula priključena Jugoslaviji sredinom 20. stoljeća, ulici je promijenjeno ime u Ulica Prvog maja, skraćeno Prvomajska. Kako Ulica Prvog maja nije bila iznimka, već pravilo u (pre)imenovanju svih pulskih ulica i trgova, tako su poznati pulski toponimi dobili nova socrealistička imena.

## Izgled ulice na prijelazu stoljeća
Via Sergia na prijalazu iz 19. u 20. stoljeće bila je osvijetljena javnom rasvjetom koju su činili veliki stakleni ferali na krasnim željeznim konzolama ili, ako su bili pojedinačno u grozdovima, na monumentalnim stupovima. Brojni trgovci, ugostitelji, obrtnici imali su radionice u prizemlju zgrada u Ulici Sergijevaca. Prethodni makadam zamijenjen je popločanim uglačanim kamenim blokovima. Izlozi su bili uokvireni filigranski izrezbarenim drvenim ili secesijskim dizajniranim željeznim oblogama.

## Izgled ulice danas
Danas je Ulica Sergijevaca asfaltirana, a nekadašnje kamene ploče uklonjene su sredinom 20. stoljeća. Međutim, planira se ponovno popločavanje ulice kao što je to učinjeno i na Forumu. Ulica je tijekom ljetnih mjeseci ispunjena turistima koji su došli razgledati uže središte grada, odmoriti umorne noge u nekom od kafića ili kupiti neki suvenir ili drugu stvarčicu koja će ih sjećati na posjet Puli.